# Histoire de l'anthropologie
 (septembre 2024).
Si vous disposez d'ouvrages ou d'articles de référence ou si vous connaissez des sites web de qualité traitant du thème abordé ici, merci de compléter l'article en donnant les références utiles à sa vérifiabilité et en les liant à la section « Notes et références ».
 (septembre 2024).
Cet article porte sur l'histoire de l'anthropologie, une discipline des sciences humaines et des sciences naturelles qui étudie l'être humain sous tous ses aspects, sociaux, psychologiques, culturels, et physiques (anatomie, physiologie, pathologie, évolution). L'anthropologie sociale en tant que discipline apparaît au début du XXe siècle aux États-Unis et en Europe. L'anthropologie est une discipline qui se développe au fil des contacts culturels. Ainsi, des réflexions et des travaux précurseurs ont lieu à la Renaissance, lorsque les Européens découvrent les peuples d'Amérique, puis durant le siècle des Lumières. Toutefois, il est possible de faire remonter les origines de l'anthropologie à l'Antiquité grecque avec Hérodote, qui utilise les récits des ethnographes de son époque qui décrivent les peuples voisins.

## Chronologie
- Si vous ne connaissez pas le sujet, laissez ce bandeau (vous pouvez alors contacter les auteurs).
- Si vous supprimez le contenu mis en cause (vous pouvez préalablement contacter les auteurs),

argumentez précisément cette suppression dans la page de discussion
(un manque de référence n'est pas un argument ; une recherche réelle de référence doit avoir été effectuée, être formellement documentée).
Au XIXe siècle, de nombreux savants s'attaquèrent à ces problèmes[Lesquels ?]. Les sciences humaines reflétaient une tentative de consolidation et de célébration des différentes traditions nationales, dans le domaine de l'histoire et des arts, dans l'espoir de donner un sentiment de cohérence aux populations des pays en voie de développement. C'est à cette époque que les sciences sociales connurent leur émergence en tant que tentative de développer des méthodes scientifiques pour aborder les problèmes sociaux, et de fournir une base universelle de connaissances sociales.
Certains savants donnèrent un nom à la dimension de l'action humaine dans laquelle ces problèmes sont les plus évidents, et au concept par lequel ils pourraient être résolus. Cette nouvelle discipline - la sociologie - étudierait les liens qui unissent les individus, non seulement en tant qu'individus, mais également en tant que membres d'associations, de groupes et d'institutions. À travers ces études, les sociologues pourraient développer l'« antidote de la désintégration sociale ».
Néanmoins, cette nouvelle discipline, dans son principe même consistant à distinguer la société de l'individuel, de l'État et du marché, et en se plaçant parmi les sciences sociales complémentaires telles que la psychologie, les sciences politiques et l'économie, recréait intellectuellement les divisions sociales qu'elle cherchait à comprendre et à éradiquer. De plus, les lieux les plus évidents où étudier la modernité, et les plus pratiques pour tester l'application de nouvelles méthodes scientifiques de recherche quantitative, étaient au sein même de la société des sociologues, au cœur du système mondialisé en pleine émergence. Par conséquent, ils négligèrent l'étude de ces sociétés en marge de la modernité.
Alors que les sociologues définissaient leur nouvel objet d'étude et leurs méthodes, un groupe de scientifiques divers - ayant des connaissances entre autres en jurisprudence, psychologie, géographie, physique, mathématiques, et partant des méthodes des sciences naturelles tout aussi bien que développant de nouvelles techniques utilisant non seulement les interviews structurées, mais également des observations de participant non structurées - se lancèrent dans l'étude des populations aux frontières de l'Europe coloniale.
Se basant sur une nouvelle théorie de l'évolution par la sélection naturelle, ils proposèrent l'étude scientifique d'un nouvel objet : l'Humanité conçue comme un tout.
Le concept de « culture » est crucial dans cette étude, ce que les anthropologues définirent comme une capacité et une propension universelles à apprendre, penser et agir socialement (ce qu'ils voient comme un produit de l'évolution humaine, et comme quelque chose qui distingue l'Homo Sapiens - et peut-être toutes les espèces issues du gène Homo - des autres espèces), et une adaptation particulière aux conditions locales, qui prennent la forme de croyances et de pratiques très diverses.
La culture, donc, non seulement transcende l'opposition entre nature et éducation, mais absorbe la singulière distinction européenne entre politique, religion, parenté et économie comme des domaines autonomes. Ils organisèrent donc une nouvelle discipline, l'anthropologie, qui devait transcender les divisions entre les sciences naturelles, les sciences sociales et les sciences humaines, pour explorer les dimensions biologiques, linguistiques, matérielles et symboliques de l'Humanité sous toutes ses formes.

## Possibles antécédents

### L'Antiquité
Hérodote peut être considéré comme un précurseur de l'anthropologie. Il écrit une œuvre intitulée Histoires (ou Enquêtes), dans lesquels il évoque les découvertes faites lors de ses nombreux voyages. Il a pu y découvrir (ou à la rigueur entendre parler) de nombreux peuples, et présente son œuvre en expliquant qu'il va décrire les coutumes des Grecs et des barbares. Sa façon de décrire leur aspect physique, leur façon de s'habiller, de faire la guerre, leurs coutumes, leurs croyances et leur mode de vie fait de son Enquête une précieuse source anthropologique antique. Ainsi, Hérodote parle (entre autres) des peuples grecs, d'Asie Mineure, Lydiens, Perses, Mèdes, Assyriens, Babyloniens et Massagètes (Livre I), Égyptiens (Livre II), Indiens, Arabes, Éthiopiens (Livre III), Scythes et Libyens (Livre IV) et enfin Thraces (Livre V). Pour cette raison, il est considéré comme l'un des premiers auteurs traitant du sujet de l'altérité.

### Le Moyen Âge
Au Moyen Âge, les récits de voyage restent l'une des sources d'informations principales. Ils sont de plus en plus nombreux avec l'intensification des échanges culturels et commerciaux dans toute l'Eurasie. Certains de ces récits ont eu une influence non négligeable dans l'histoire de l'anthropologie, comme notamment Le Livre de Marco Polo. On peut aussi citer d'autres voyageurs célèbres comme Plan Carpin, de Rubrouck et plus tard Ibn Battuta.[réf. nécessaire]

## La Renaissance
La découverte de nouvelles terres par les Européens marque une floraison d'écrits que l'on peut classer comme anthropologiques, bien qu'encore teintés de multiples préjugés moraux et religieux. Jacques Cartier, par exemple, décrit (1545) les indigènes des Amériques comme des gens qui « [...] vont entièrement nus, sauf aux parties honteuses où ils portent des peaux de petits animaux du genre des martres et une étroite ceinture végétale tissée des queues d'autres bêtes [...] Le reste, ainsi que la tête, est découvert. Quelques-uns portent des guirlandes de plumes d'oiseaux. Ils sont noirs de peau et assez semblables aux Éthiopiens. Leurs cheveux sont noirs aussi et épais, mais de médiocre longueur... »
André Thévet, dans Les Singularitez de la France antarctique (1557) apporte une riche documentation de première main sur les Tupinamba, un peuple de la côte Brésilienne. Repris ultérieurement dans la Cosmographie universelle du même auteur (1572), et enrichi des détails rapportés dans l’Histoire d'un voyage faict en la terre du Brésil du colon huguenot Jean de Léry (1578), il inspirera à Montaigne son fameux essai Des Cannibales, et participera à la promotion du mythe du « bon sauvage » au siècle des Lumières. Thomas Harriot, dans A Brief and True Report of the New Found Land of Virginia (1592), donne une description détaillée des mœurs des Algonquins de Virginie : cet ouvrage, complété des planches gravées de John White, est un classique de l'ethnographie ancienne du Nouveau Monde.

### Lafitau: Ethnographe avant-gardiste en Nouvelle-France

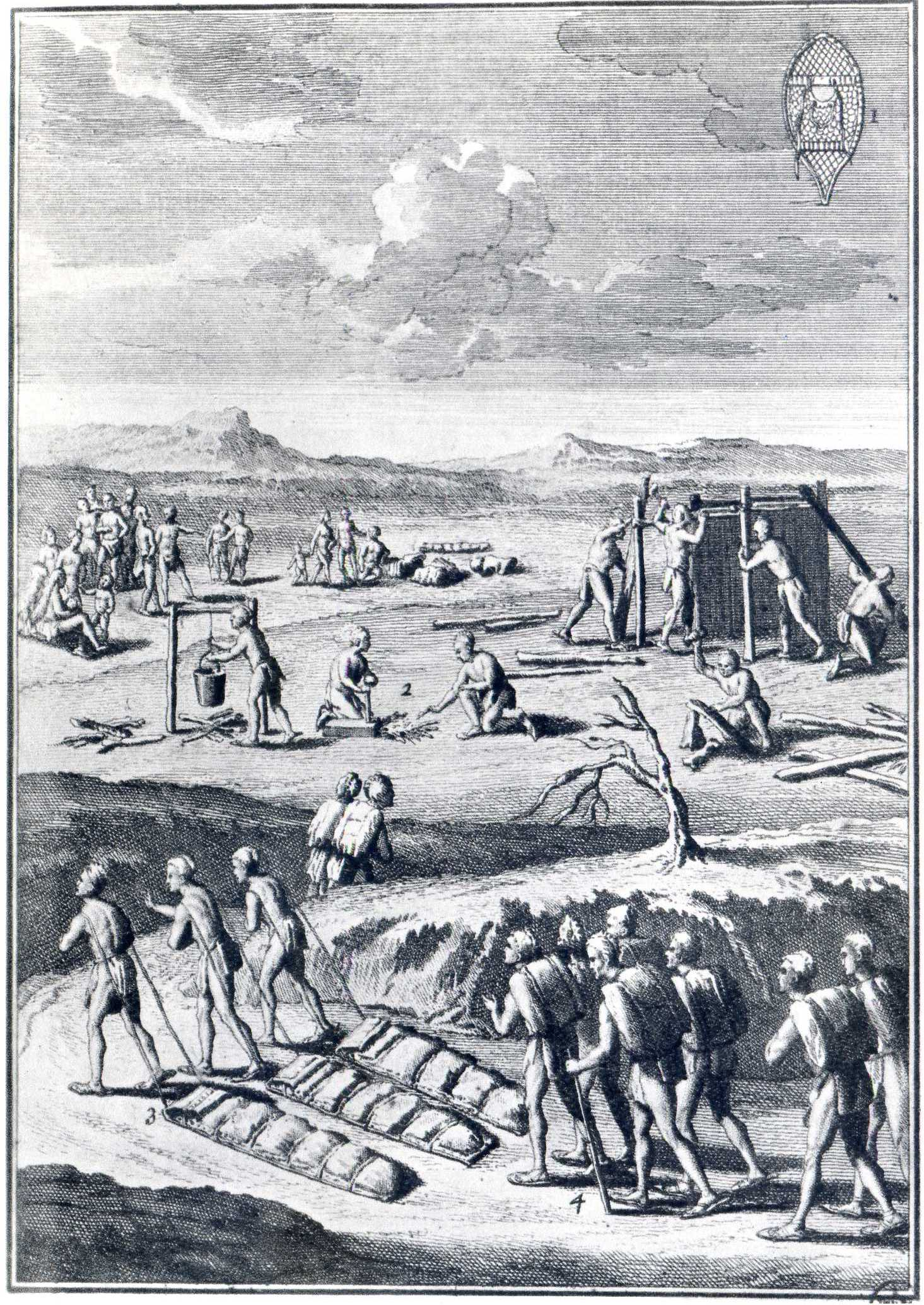
Vie quotidienne des Amérindiens en Nouvelle-France.

En 1711, Joseph François Lafitau  part en mission en Nouvelle-France et s’installe au Sault Saint-Louis (Kahnawake). Aidé par Julien Garnier, un missionnaire jésuite, il s’initie à la langue et à la culture des Iroquois. 

Lafitau est un observateur attentif des coutumes amérindiennes. Il fait paraître en 1724 Mœurs des sauvages américains comparées aux mœurs des premiers temps, où il tente, en les mettant en parallèle avec celles des sociétés de l’Antiquité, de démontrer que les mœurs des Iroquois ne sont pas aberrantes. Il s’efforce aussi de prouver l’origine commune des Amérindiens et des Occidentaux et d’étayer ainsi le concept d’unité de l'humanité tiré de la Genèse (Adam et Ève, couple initial unique). Il découvre le système de parenté des Iroquois et l’importance des femmes dans leur société. 

« Dans le domaine de l’organisation sociale, il a découvert la descendance par la ligne maternelle et il a défini le système de classification de la parenté chez les Iroquois ; ce système, L. H. Morgan, qui n’avait jamais lu Lafitau, l’a redécouvert un siècle plus tard ; Lafitau rattacha le mode de résidence à la structure sociale et il signala l’importance de l’ancienneté dans la différenciation des statuts et des rôles chez les guerriers et les chefs. Cette dernière contribution attira l’attention des ethnologues sociaux qui, de sir John Myres à A. R. Radcliffe-Brown, le proclamèrent un des pionniers dans cette discipline. Par sa façon de traiter des lignes de démarcation du gouvernement local, l’importance des anciens dans la prise de décisions, il avait devancé l’intérêt que suscite de nos jours l’ethnologie politique. »

  Il a été, dit William N. Fenton, « le premier éclat de lumière sur la route de l'anthropologie scientifique ».

## Au siècle des lumières
Les Français Turgot et Condorcet développent une théorie sur l'évolution à long terme et l'origine du développement de la civilisation. Leurs idées sont en opposition totale avec la conception religieuse de la création et les dogmes théoriques selon lesquels les peuples « moins civilisés » seraient les « restes » de peuples tombés en disgrâce, condamnés par un décret divin à rester à un état primitif.
Jean-Jacques Rousseau est considéré par Claude Lévi-Strauss comme le "père de l'ethnologie", le véritable "fondateur des sciences de l'homme". Il a publié en 1755 son célèbre Discours sur l'origine et les fondements de l'inégalité parmi les hommes.
Joseph-Marie de Gérando (1772-1842) semble plus exactement l'ancêtre d'une méthodologie anthropologique : Considération sur les diverses méthodes à suivre dans l'observation des peuples sauvages (1800)[Interprétation personnelle ?].

## La naissance de l'anthropologie (finXVIIIesiècle- années 1870)
L'anthropologie apparut en tant que science, dans le sens actuel du terme, au cours du dernier quart du XIXe siècle. C'est pourtant une centaine d'années auparavant que le terme commença à s'imposer, en particulier avec Emmanuel Kant, pour désigner une science de l'homme unifiée, croisant philosophie, sciences de la nature et sciences de la société. Cette science joua un rôle dans la construction de la nation unifiée, notamment en Allemagne et en France. Elle était également liée à l'impérialisme des Européens imposant leur domination sur le reste du monde, y compris les Américains d'origine européenne sur les territoires amérindiens et les Russes sur les territoires sibériens.
Même si la communauté savante était déjà internationale, d'un pays à l'autre l'anthropologie fut plus ou moins linguistique ou physique, ethnographique ou naturaliste, locale ou lointaine, préhistorique, folkloriste ou exotique, selon les centres d'intérêt des personnalités qui s'en réclamaient et le succès des sociétés savantes qui se multipliaient : Société des observateurs de l'homme (1799), Société des antiquaires de France (1814), American Ethnological Society (1842), Anthropological Society of London (1863), Berliner Gesellschaft für Anthropologie, Ethnologie und Urgeschichte (1869)...  S'y rencontraient des personnes d'horizons très divers : des voyageurs-explorateurs, des administrateurs coloniaux, des missionnaires, qui avaient  une connaissance du terrain, et surtout des savants de cabinet (armchair anthropologists) qui pouvaient comparer, généraliser, théoriser. En réalité, peu de savants avant les années 1870 étaient spécialisés en anthropologie. Généralement, les anthropologistes -on ne disait pas encore anthropologues- pratiquaient avant tout l'anatomie, l'étude des langues ou philologie, la médecine, la géographie...
Les débats entre anthropologistes opposaient monogénistes et polygénistes, fixistes et transformistes, linguistes et craniologistes partisans de l'histoire naturelle de l'homme, plus ou moins adeptes de physiognomonie ou de phrénologie,. Leurs échanges furent vifs, laissant poindre des visions du monde souvent antinomiques : chrétienne avec James Cowles Pritchard ou Armand de Quatrefages, républicaine et démocrate pour Rudolf Virchow, Albert Gallatin ou Paul Broca, profondément raciste chez Robert Knox ou Josiah Clark Nott. En dépit de ces fortes divergences idéologiques, la notion de "races humaines" était utilisée sans partage et l'idée d'une "supériorité européenne" ne faisait pas vraiment débat. Malgré une vision plus large de leur propre champ d'étude, les anthropologistes s'intéressaient à l'ethnologie, comprise à l'époque comme une raciologie ou science des races humaines, très largement convaincus d'un déterminisme du physique sur la culture.
Se démarquant de ces balbutiements pré-scientifiques et errances épistémologiques, l'anthropologie s'institutionnalisa, avec la création de laboratoires de recherche, de chaires universitaires ou de musées,. L'étude de la diversité humaine à partir de la comparaison des crânes, des os ou des cheveux déclina rapidement, en France après 1880, année de la mort de Paul Broca. Cela dit, l'approche biologique, médicale et naturaliste, est toujours active de nos jours, à travers l'anthropologie physique ou anthropobiologie, la génétique des populations, ou plus récemment les sciences cognitives, notamment en France ou aux États-Unis. L'anthropologie sociale et culturelle pour sa part -plus communément appelée tout simplement anthropologie- émergea principalement dans le monde anglo-américain. Elle s'éloigna des préjugés les plus tenaces en portant ses études sur la comparaison des systèmes de parenté (John Ferguson Mac Lennan, Johann Jakob Bachofen, Lewis Henry Morgan) et des religions (Edward Burnett Tylor, James George Frazer, Max Müller), en favorisant également le travail de terrain, notamment l'observation participante. Les anthropologues du XXe siècle n'expliquaient plus les différences culturelles par les races comme au XIXe, ou par le climat à l'image de Montesquieu au XVIIIe. 

## Les grands courants (théories et écoles) de l'anthropologie
Au XIXe siècle, le premier courant de l'anthropologie (sociale et culturelle) a été l'évolutionnisme, représenté en particulier par Lewis Henry Morgan, James George Frazer, Johannes Jakob Bachofen... qui s'attachait « devant la variété des comportements humains [...] à définir des étapes, des phases, des stades ». Parmi les grands pionniers, Edward Burnett Tylor et Franz Boas ne peuvent pas être complètement enfermés dans une école particulière.
À la fin du XIXe siècle et au début du XXe siècle est apparu le diffusionnisme, qui « retrouve des reflets ou des rapports, des connexions », avec en particulier Friedrich Ratzel, Leo Frobenius et Robert Fritz Graebner, puis, dans la première moitié du XXe siècle, le fonctionnalisme qui « veut repérer des rouages en mouvement, intimement associés au dynamisme global de la mécanique sociale solidaire » : Bronislaw Malinowski, Alfred Reginald Radcliffe-Brown... Dans la seconde moitié du XXe siècle se sont développés notamment le culturalisme avec Ruth Benedict et Margaret Mead, le structuralisme qui « cherche à dégager les modèles, les schèmes inconscients, qui font des institutions et des mœurs un ensemble signifiant » et dont la figure de proue était Claude Lévi-Strauss, ainsi que l'anthropologie marxiste avec Claude Meillassoux. D'autres développent une anthropologie anarchiste, comme Pierre Clastres.